# Sure to Fall (in Love with You)
«Sure to Fall (in Love with You)» (с англ. — «Наверняка (я влюблюсь в тебя)») — песня, написанная Карлом Перкинсом, Биллом Кэнтреллом и Квинтоном Клончем.

## Запись и выпуск песни
Песня была впервые записана в декабре 1955 года; планировалось, что она выйдет следующим синглом после «Blue Suede Shoes» (вместе с песней «Tennessy» на стороне «Б»). Вокальные партии исполнили Карл и Джей Перкинс. Сингл, тем не менее, не был официально опубликован и в официальной дискографии Перкинса не фигурирует, несмотря на то, что даже пробный штамп диска был уже изготовлен. Продюсер Сэм Филлипс, тем не менее, пустил несколько ацетатных копий в аудио-ротацию на местных радиостанциях.
Позднее обе песни были включены в альбом Dance Album of Carl Perkins (1957 год), а в 1961 году — и в альбом Teen Beat: The Best of Carl Perkins. В 1970 году Перкинс ещё раз записал данную песню совместно с группой NRBQ; данная версия вошла в альбом Boppin’ The Blues.

## Версия «Битлз»
Группа «Битлз» исполняла данную песню на прослушивании у лейбла Decca (1962 год), основную вокальную партию исполнял Маккартни. Запись данного исполнения официально не опубликована, однако доступна на бутлегах и на малоизвестной неофициальной пластинке The Complete Silver Beatles, выпущенной в сентябре 1982 года лейблом Audio Fidelity.
Позднее группа четырежды записывала данную песню для BBC. Самая первая запись (выполненная 1 июня 1963 года и вышедшая в эфир 18 июня) была впоследствии включена в компиляционный альбом Live at the BBC (1994 год).
Позже Ринго Старр записал свою версию песни для альбома Stop and Smell the Roses (1981 год) с участием Пола (в качестве продюсера, басиста и пианиста) и Линды Маккартни (в качестве бэк-вокалистки). Позднее эта версия вошла также в его компиляционный альбом Starr Struck: Best of Ringo Starr, Vol. 2.